# Thaumatowithius tibialis
Thaumatowithius tibialis är en spindeldjursart som beskrevs av Beier 1940. Thaumatowithius tibialis ingår i släktet Thaumatowithius och familjen Withiidae. Inga underarter finns listade i Catalogue of Life.